# Camponotus vividus
Camponotus vividus é uma espécie de inseto do gênero Camponotus, pertencente à família Formicidae.